# 第一太平國際
第一太平國際有限公司 （除牌當時為0133.HK）曾是在香港交易所上市。1973年是由林紹良家族成立，當時負責國際投資企業業務。
1988年由本公司和第一太平實業合併設立第一太平有限公司。

## 外部連線
- 第一太平有限公司官方網址 （页面存档备份，存于）